# 웨이트: 감각에 눈뜰 때
《웨이트: 감각에 눈뜰 때》(핀란드어: Odotus)는 2021년 탈린 블랙 나이트 영화제에 상영한 핀란드의 영화이다.

## 출연

### 주연
- 잉카 칼렌
- 안드레이 알렌

### 조연
- 아쿠 히르비니에미
- 아델리나 아라유리
- 에이노 헤이스카넨 - 타벨라 역